# Protea laevis
Protea laevis (лат.) — кустарник, вид рода Протея (Protea) семейства Протейные (Proteaceae), эндемик Западно-Капской провинции в Южной Африки.

## Ботаническое описание
Protea laevis — плакучий кустарник. Главный ствол находится под землей. Достигает 80 см в диаметре. Надземные ветви длиной до более 7,6 см в длину, гладкие, ниспадающие, иногда восходящие. Существуют формы с узкими листьями и с гораздо более широкими. Цветёт поздней весной, с сентября по февраль, с пиком с сентября по ноябрь. Растение однодомное, в каждом цветке присутствуют представители обоих полов. Семена хранятся в капсуле в одревесневшем соцветии, которое остается на кусте после отмирания. Семена обычно высвобождаются через один-два года после цветения и разносятся ветром.

## Таксономия
Вид Protea laevis был впервые описан Робертом Броуном в его трактате 1810 года On the natural order of plants called Proteaceae.

## Распространение и местообитание
Protea laevis — эндемик Западно-Капской провинции Южной Африки. Встречается от горного хребта Седерберг до гор реки Хекс и Вабумсберга (который является одним из гор Куэ-Боккевельд). Растёт на сухих, каменистых, горных уступах на высоте от 1000 до 1800 м. Возможные лесные пожары уничтожают взрослые растения, но семена способны пережить это.

## Биология
Опыление происходит под действием крыс, мышей и птиц.

## Охранный статус
Это редкий вид, обычно встречается в виде отдельных растений или небольших групп, состоящих менее чем из двух десятков растений. Численность популяции считается стабильной.